# 罗林斯学院
羅林斯學院（Rollins College）是一所位於佛羅里達州溫特帕克的美國文理學院，是該州歷史最悠久的高等教育機構。